# Municipio de Numarán
El municipio de Numarán es uno de los 113 municipios en que se divide el estado mexicano de Michoacán: Su cabecera es Numarán.

## Toponimia
El nombre «Numarán» significa en lengua purépecha ‘lugar de plantas aromáticas’.

## Geografía
Limita al norte y este con el estado de Guanajuato, al sur con los municipios de Penjamillo y Zináparo, y al oeste con el municipio de La Piedad. Se encuentra a 306 km de distancia de Ciudad de México.

## Demografía
Cuenta con 9437 habitantes, lo que representa un decrecimiento promedio de -0.17 % anual en el período 2010-2020 sobre la base de los 9599 habitantes registrados en el censo anterior. Ocupa una superficie de 76.91 km², lo que determina al año 2020 una densidad de 122,7 hab/km².
| Gráfica de evolución demográfica de Municipio de Numarán entre 2000 y 2020 |
|                                                                            |
| Fuente: Instituto Nacional de Estadística Geografía e Informática          |

La población del municipio está mayoritariamente alfabetizada (8.86 % de personas analfabetas al año 2020) con un grado de escolarización en torno de los 6 años. Al 2020, el 0.39 % de la población se reconoce como indígena.

### Localidades
En el censo de 2020 el municipio de Numarán contaba con 16 localidades.
| Código INEGI    | Localidad          | Población (2020) |
| --------------- | ------------------ | ---------------- |
| 160600001       | Numarán            | 4 788            |
| 160600002       | Cañada de Ramírez  | 1 323            |
| 160600006       | El Palmito         | 720              |
| 160600008       | La Tepuza          | 673              |
| 160600009       | El Triunfo         | 484              |
| 160600004       | Jaripitiro         | 452              |
| 160600003       | Japacurio          | 436              |
| 160600005       | Nuevo Morelos      | 243              |
| 160600010       | Unión de Guadalupe | 206              |
| 160600012       | San Vicente        | 41               |
| 160600019       | El Capulín         | 31               |
| 160600016       | La Angostura       | 19               |
| 160600025       | Altamira           | 9                |
| 160600032       | Las Avestruces     | 6                |
| 160600031       | Carma              | 4                |
| 160600021       | Josefina           | 2                |
| Total municipal | Total municipal    | 9 437            |

## Economía
Las principales actividades económicas del municipio son el comercio minorista; los servicios vinculados al alojamiento temporal y la elaboración de alimentos y bebidas; y en menor medida la elaboración de manufacturas.